# Billy Gunn
 (juin 2021).
Monty Sopp (né le 11 novembre 1963 à Orlando) est un catcheur (lutteur professionnel) américain. Il travaille actuellement à la All Elite Wrestling, sous le nom de Billy Gunn.
Il est principalement connu pour son travail à la World Wrestling Federation/Entertainment (WWF/WWE) de 1993 à 2004 où il fait équipe avec Bart Gunn, le Road Dogg et Chuck Palumbo et remporte à dix reprises le championnat du monde par équipe de la WWF (trois fois avec Bart Gunn, cinq fois avec le Road Dogg et deux fois avec Chuck Palumbo). Il s'allie ensuite au Road Dogg pour former les New Age Outlaws et intègrent le clan D-Generation X. En plus de cela, Gunn obtient des accomplissement seul notamment le tournoi King of the Ring en 1999, un règne de championnat intercontinental et deux de champion hardcore. Il quitte la WWE en 2005 et rejoint la Total Nonstop Action Wrestling où il prend le nom de Kip James et forme le James Gang avec B.G. James. Il retourne à la WWE en 2013 en tant qu'entraîneur et reforme les New Age Outlaws avec le Road Dogg et ils obtiennent le championnat par équipe de la WWE en 2014. La WWE le renvoie en novembre 2015 après un contrôle antidopage positif au cours d'une compétition d'haltérophilie.

## Carrière

### Débuts (1985-1993)
Sopp s'entraîne auprès de Jerry Gray et commence sa carrière sous le nom de Kip Winchester en 1992. Il fait équipe avec Brett Colt et se font connaître en Floride à l'IWF et y deviennent champions par équipe.

### World Wrestling Federation / Entertainment (1993-2005)

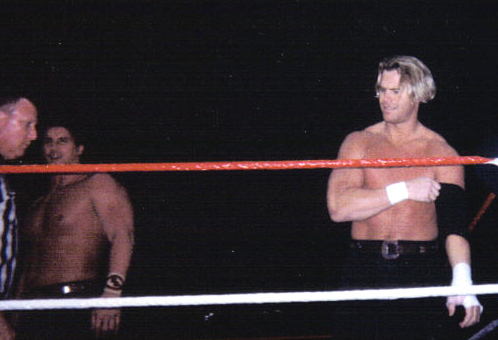
The Smoking Gunns à la WWF en 1996.

#### The Smoking Gunns (1993-1997)
Quand Sopp arriva à la World Wrestling Federation, il utilise le nom de Billy Gunn et faisait équipe avec son "frère" dans la storyline, Bart Gunn, avec qui il forme l'équipe The Smoking Gunns. Début 1995, ils remportèrent leur premier WWF Tag Team Championship en battant l'équipe de Bob Holly et The 1-2-3 Kid. Ils conservèrent les titres jusqu'à WrestleMania XI où ils furent battus par l'équipe de Owen Hart et Yokozuna. Ils remportèrent de nouveau les titres en septembre 1995.
Le 15 février 1996, les Gunns laissèrent vacants les titres quand Sopp eut besoin d'une opération à la nuque. Après le retour de Sopp, The Smoking Gunns remportèrent les titres par équipe pour la troisième fois en battant The Godwinns en mai. Après le match, la manager des Godwinns, Sunny, se retourna contre eux en faveur des Gunns. Elle et Sopp commencèrent à avoir une relation à l'écran.
En septembre, The Gunns perdirent leur titres par équipe face à Owen Hart et The British Bulldog. Après le match, Sunny abandonna les Gunns, disant qu'elle ne s'occupait que des tenants du titre. Sopp, frustré par les deux pertes du titre et de Sunny, laissa Bart et mit ainsi fin aux Smoking Gunns.

#### The New Age Outlaws (1997-1998)
Après avoir eu une rivalité brève avec son "frère", Sopp adopta une nouvelle gimmick, Rockabilly, et devint le protégé de The Honky Tonk Man. Pendant ce temps, il eut une petite rivalité avec « The Real Double J » Jesse James. À Shotgun Saturday Night, James se rendit compte que leurs deux carrières n'allaient nulle part et lui suggéra donc de faire équipe. Sopp accepta et donna un coup de guitare sur la tête du Honky Tonk Man.
James et Sopp, rebaptisés « The Road Dogg » Jesse James et « Badd Ass » Billy Gunn devinrent The New Age Outlaws. Cette nouvelle équipe était dans l'esprit de l'Ère Attitude : effrontée, vulgaire, égotiste et grande gueule. Ils arrivèrent vite au sommet de la division par équipe et remportèrent ainsi le WWF Tag Team Championship de la Legion Of Doom le 24 novembre. Ils battirent aussi la LOD dans un match revanche à In Your House: D-Generation X.
The Outlaws commencèrent tout doucement à s'allier avec la D-Generation X qui devenait impressionnante avec sa nouvelle attitude. Au Royal Rumble 1998, The New Age Outlaws intervinrent dans un Casket match pour aider Shawn Michaels à battre The Undertaker. À No Way Out 1998, The Outlaws firent équipe avec Triple H et Savio Vega (qui remplaçait Shawn Michaels blessé) pour affronter Chainsaw Charlie, Cactus Jack, Owen Hart, et Steve Austin mais perdent.
Quelques semaines plus tard, The Outlaws choquèrent tout le monde quand ils enfermèrent Cactus Jack et Chainsaw Charlie dans un container qu'ils poussèrent du décor. Ceci amena à un Dumpster Match à WrestleMania XIV où Cactus et Chainsaw battirent les Outlaws pour les titres par équipe. La nuit suivante à RAW, les New Age Outlaws remportèrent le Tag Team Championship pour la deuxième fois en battant Chainsaw Charlie et Cactus Jack dans un Steel cage match, mais seulement après l'intervention de Triple H, Chyna et X-Pac. Après le match, The Outlaws devinrent des membres officiels de la D-Generation X.

#### D-Generation X (1998-1998)
Après avoir rejoint la DX, The Outlaws défendirent successivement leurs titres face à la Legion Of Doom 2000 à Unforgiven 1998. La DX commença à rivaliser avec Owen Hart qui rejoignit le clan The Nation. À Over The Edge 1998, The Outlaws et Triple H furent battus par les membres de la Nation, Owen, Kama Mustafa et D'Lo Brown dans un match par équipe à six. The Outlaws défendirent aussi avec succès leurs titres face à The New Midnight Express (Bombtastic Bob & Bodacious Bart) au King Of The Ring 1998.
Pendant ce temps, la Nation s'était doucement dissoute et The Outlaws entamèrent une rivalité avec Kane et Mankind. Finalement, Kane & Mankind remportèrent les titres par équipe mais cela ne dura pas longtemps. À SummerSlam 1998, Mankind affronta The Outlaws dans un match Handicap sans Kane qui ne s'était pas présenté pour la défense du titre. The Outlaws battirent Mankind pour remporter les titres pour la troisième fois. Ils aidèrent ensuite X-Pac dans sa rivalité avec Jeff Jarrett et Southern Justice. En décembre, The Outlaws perdirent leurs titres face à The Big Boss Man et Ken Shamrock de la Corporation.

#### Débuts en solo (1998-1999)
The Outlaws se préoccupaient plus de la compétition individuelle. Le Road Dogg remporta le WWF Hardcore Championship en décembre 1998, et Sopp jeta son dévolu sur le WWF Intercontinental Championship. Au Royal Rumble 1999, Sopp défia sans succès Ken Shamrock, le champion intercontinental. Le mois suivant à St. Valentine's Day Massacre, Sopp était l'arbitre spécial du combat pour le titre Intercontinental entre Val Venis et le champion Ken Shamrock. Combat au cours duquel Sopp fit un décompte rapide et donna la victoire à Venis, le nouveau champion, avant d'attaquer les deux hommes.
En mars, Sopp remporta le WWF Hardcore Championship d'Hardcore Holly. À WrestleMania XV, Sopp perdit le titre face à Holly dans un Triple Threat Match où était aussi inclus Al Snow. The New Age Outlaws se réunirent ensuite et battirent Jeff Jarrett et Owen Hart à Backlash 1999. Après Backlash, Sopp quitta DX, et s'allia avec Triple H et Chyna, devenant désormais Mr. Ass. Il battit son ancien partenaire, Road Dogg, dans un match à Over the Edge 1999. Sopp ensuite remporta le King of the Ring 1999 en battant Ken Shamrock, Kane, et son ancien allié à la DX, X-Pac. Après le King of the Ring, Sopp, Triple H, et Chyna rivalisèrent avec X-Pac et Road Dogg pour les droits sur le nom DX. La rivalité culmina à Fully Loaded 1999 quand X-Pac et Road Dogg battirent Sopp et Chyna.
Sopp entra ensuite en rivalité avec The Rock. Au SummerSlam 1999, The Rock battit Sopp dans un Kiss My Ass Match.

#### Reformation des New Age Outlaws et de DX (1999-2000)
Sopp eut ensuite une brève rivalité avec Jeff Jarrett pour le titre Intercontinental avant de se réunir avec Road Dogg pour reformer les New Age Outlaws. The Outlaws remportèrent leur quatrième titre par équipe en battant la Rock 'n' Sock Connection en septembre 1999. Après avoir vaincu des équipes comme Edge et Christian, Hardcore Holly et Crash Holly, et The Acolytes, The Outlaws se réunirent avec X-Pac et Triple H pour reformer D-Generation X. La DX reformée s'en prit ensuite à des personnes comme Steve Austin, The Rock, Kane, Mankind, Shane McMahon et Vince McMahon. Pendant ce temps, The Outlaws remportèrent leur cinquième WWF Tag Team Championship après avoir battu Mankind et Al Snow.
Au Royal Rumble 2000, The New Age Outlaws conservèrent leurs titres contre The Acolytes après une intervention d'X-Pac. The Outlaws eurent ensuite une chaude rivalité avec The Dudley Boyz qui remportèrent les WWF Tag Team Championships des Outlaws à No Way Out 2000. Après avoir souffert d'une blessure à la coiffe des rotateurs dans un match avec les Dudley Boyz, Sopp fut renvoyé de la DX pour « perte de cool ». Sopp prit ensuite le temps de soigner son bras blessé avant de revenir une année plus tard.

#### Retour en solo en (2000-2001)
Sopp fit son retour en octobre et fit immédiatement équipe avec Chyna pour rivaliser avec les Right to Censor, qui voulaient (ça tombe bien) "censurer" le personnage de Mr. Ass. À No Mercy 2000, les membres de Right to Censor Steven Richards et Val Venis battirent Chyna et Sopp. À cause d'une stipulation, Sopp ne pouvait plus utiliser la gimmick de Mr. Ass, alors il se renomma Billy G. pendant quelques semaines avant d'opter pour « The One » Billy Gunn. Gunn rivalisa par la suite avec Eddie Guerrero et The Radicalz. Aux Survivor Series 2000, Sopp fit équipe avec Road Dogg, Chyna, et K-Kwik pour une défaite face aux Radicalz. Quelques semaines plus tard à SmackDown!, Sopp remporta l'Intercontinental Championship de Guerrero. Son règne fut cependant court, Chris Benoit le battit deux semaines plus tard à Armageddon 2000.
Après une rivalité avec Benoit, Sopp intervint dans le match pour le WWF Hardcore Championship à No Way Out 2001, prenant l'avantage de la règle 24/7, en battant Raven pour le titre. Ce règne fut aussi court, Raven récupérant sa ceinture quelques minutes plus tard. Sopp fut en compétition dans la division Hardcore jusqu'en juin, quand il tourna heel et eut une rivalité avec le vainqueur du King Of The Ring 2001, Edge. Après cette feud, Sopp redevint face et forma une équipe avec The Big Show. Sur requête de Show, l'équipe fut appelée « The Show Gunns ». À Invasion 2001, The Show Gunns et Albert perdirent contre l'équipe de Shawn Stasiak, Hugh Morrus, et Chris Kanyon. The Show Gunns se sont séparés quand Sopp rivalisa avec les catcheurs de moindre importance de l'Alliance.

#### Billy & Chuck (2001-2003)
Dans un match en 2001 à Sunday Night Heat, Sopp fut battu par Chuck Palumbo, qui a récemment quitté l'Alliance pour rejoindre la WWF. Après le match, Sopp proposa qu'ils fassent équipe. Palumbo accepta et Billy and Chuck s'en allèrent rapidement vers le sommet de la division par équipe. Ils montraient aussi beaucoup d'affection l'un envers l'autre, montrant d'évidence une (kayfabe) relation homosexuelle.
En février 2002, Billy & Chuck battirent Spike Dudley et Tazz pour remporter les Titres par équipe pour la première fois ensemble. Après avoir remporté les titres, Billy & Chuck se trouvèrent un « styliste personnel » en la personne du flamboyant Rico. Après avoir battu les APA, les Dudley Boyz, et les Hardy Boyz dans un Four Corners Elimination Match à WrestleMania X8, puis Al Snow et Maven à Backlash 2002, Billy & Chuck rivalisèrent avec Rikishi. À Judgment Day 2002, Rikishi & Rico (le partenaire mystère de Rikishi choisi par Mr. McMahon) battirent Billy & Chuck pour les titres par équipe après que Rico eut frappé accidentellement Chuck avec un Roundhouse Kick. Billy & Chuck récupérèrent les titres deux semaines plus tard à SmackDown! avec l'aide de Rico. Ils conservèrent le titre un mois avant de le perdre face à l'équipe de Edge and Hulk Hogan.
Plus tard, pendant l'été, après que Sopp perdit un match face à Rey Mysterio, Chuck lui demanda d'être son « partenaire pour la vie » et lui offrit un anneau. Sopp accepta, et Billy & Chuck devinrent alors le duo qui fit le plus parler à la WWE. Le 12 septembre 2002 à SmackDown, Billy & Chuck eurent leur cérémonie de mariage. Cependant, avant leur union, ils révélèrent que tout cela était de la publicité et ainsi désavouèrent leur homosexualité à l'écran, admettant qu'ils étaient juste amis. Il s'avéra que le "pasteur" était en fait le General Manger de RAW Eric Bischoff (qui portait un masque). Il ordonna à la Three Minute Warning de s'occuper de Billy & Chuck. Rico, furieux que Billy & Chuck aient abandonnés leurs personnages, devint le manager de Three Minute Warning et s'en alla à RAW. À Unforgiven 2002, Three Minute Warning battit Billy Gunn & Chuck Palumbo. Leur dernier match ensemble eut lieu à SmackDown! pendant le premier tour d'un tournoi pour le tout nouveau WWE Tag Team Championship. Ils perdirent le match contre l'équipe de Ron Simmons et Reverend D-Von. Par la suite, Sopp se retira quelques mois à cause d'une blessure à un coude et l'équipe Billy & Chuck se sépara.

#### Retour en solo et renvoi (2003-2005)
Lors de son retour à l'été 2003, Sopp reprit la gimmick de « Mr. Ass » et Torrie Wilson devint sa nouvelle manager. Il commença une rivalité avec Jamie Noble qui amena à un match de « proposition indécente » à Vengeance 2003, que Noble gagna. Celui-ci, grâce à la stipulation du match, remporta aussi une nuit avec Torrie. À SmackDown!, on vit Torrie qui avait un ménage à trois avec Noble et Nidia jusqu'à ce que Sopp rentre dans la chambre d'hôtel et tabasse Noble. Quand les caméras revinrent, les quatre étaient allongés sur le lit après avoir apparemment eu une partie à quatre. Sopp ensuite commença à faire équipe avec Noble avant de s'absenter de nouveau à cause d'une blessure au coude.
Sopp retourna à l'action lors du Royal Rumble 2004 mais fut éliminé par Goldberg. Sopp lutta ensuite principalement à WWE Velocity, avant de former une équipe avec Hardcore Holly, qui commençait vite à faire son trou dans la division par équipe de Smackdown!. À Judgment Day 2004, ils défièrent sans succès Charlie Haas et Rico pour le WWE Tag Team Championship. Sopp eut ensuite une rivalité avec Kenzo Suzuki avant de postuler pour le WWE United States Championship.
En septembre 2003, Sopp fut retrouvé quasiment "mort" dans un aéroport et la WWE l'envoya en réhabilitation. Le 1er novembre 2004, Sopp, avec A-Train et Test, furent renvoyés de la WWE. Au moment de son renvoi, il était l'un des catcheurs qui avait été le plus longtemps présent à la fédération, comme The Undertaker et Shawn Michaels. En juin 2005, Sopp donna une entrevue où il fut très critique envers la WWE et les évènements qui avaient amené à son renvoi. La plupart des commentaires négatifs étaient tournés vers Triple H, qui selon Sopp « décidait de tout ». Ironiquement, dans un entretien en janvier 2007, Sopp brisa le kayfabe et dit qu'il était parti en bons termes avec la WWE, et qu'il serait heureux d'y retourner si les garanties financières étaient intéressantes.

### Total Non-Stop Action Wrestling (2005-2008)
Plusieurs sites de news américains sur le catch ont confirmé que Sopp a reçu les foudres et le mépris dans les vestiaires de la TNA pour ces commentaires.

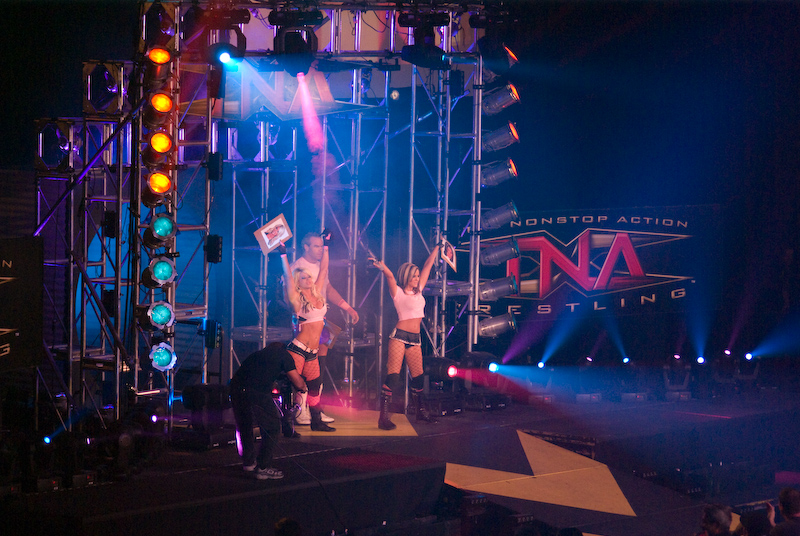
The Beautiful People (Kip James, Velvet Sky et Angelina Love) au pay-per-view TNA Bound to Glory IV.

En 2008, il s'associe avec les deux knockouts Angelina Love et Velvet Sky. Il devient leur manager et leur styliste. Après un changement de style radical, Kip James se fait appeler Cute Kip. Il entame par la suite une grande rivalité avec Rhino. À TNA Bound For Glory IV, The Beautiful People (Kip James, Velvet Sky et Angelina Love) sont battus par Rhino, ODB et Rhaka Khan après un Gore de Rhino sur Cute Kip.

### Retour à la World Wrestling Entertainment (2012-2015)

#### WWE Tag Team Champion (2014)
Le 26 janvier lors de Royal Rumble 2014, Road Dogg & Billy Gunn battent Cody Rhodes et Goldust et remportent les WWE Tag Team Championship. Le 3 mars à Raw, ils perdent les titres contre les Usos.

### Circuit Indépendant (2015-...)
Le 4 août 2018 lors de NEW Wrestling Under the Stars 7, il bat Robbie E.
Le 29 août lors de OVW #994, il bat Adam Revolver.
Le 3 septembre lors de House of Hardcore 50, il gagne avec Carlito contre Zane Dawson et Dave Dawson.

### New Japan Pro-Wrestling (2016-2017)
Lors de la tournée G1 Special in USA, il perd contre Hiroshi Tanahashi et ne remporte pas le IWGP Intercontinental Championship,.

### ALL IN (2018)
Le 1er septembre 2018 lors du show indépendant ALL IN, il perd une bataille royale déterminant le premier aspirant au ROH World Championship au profit de Flip Gordon.

### All Elite Wrestling (2019-...)
Le 14 janvier 2019, il signe officiellement avec la All Elite Wrestling, en tant que catcheur et producteur.
Le 25 mai lors du pré-show du PLE inaugural : Double or Nothing, il fait ses débuts en participant à la 21-Man Casino Battle Royal, mais se fait éliminer par le futur gagnant, "Hangman" Adam Page. 

#### The Gunn Club (2020-2022)
Le 14 janvier 2020 à AEW Dark, il fait ses débuts à la All Elite Wrestling, dispute son premier match aux côtés de son fils Austin avec qui il forme The Gunn Club et ensemble, ils battent Peter Avalon et Shawn Spears. 
Le 17 novembre à AEW Dark, son second fils Colten les rejoint, et ensemble, les trois hommes battent Sean Maluta, BSHP King et Joey O'Riley dans un 6-Man Tag Team match.
Le 1er septembre 2021 à Dynamite, le trio familial effectue un Heel Turn, car il frappe Paul Wight deux fois avec une chaise dans le dos.

#### Champion du monde Trios avec The Acclaimed (2022-...)
Le 17 août 2022 à Dynamite, il assiste à la victoire de ses fils sur les Varsity Blonds (Brian Pillman Jr. et Griff Garrison). Après le combat, il effectue un Face Turn, car ses propres enfants se retournent contre lui, mais il sera secouru par The Acclaimed (Anthony Bowens et Max Caster) avec qui il s'allie officiellement en faisant les ciseaux avec eux.
Le 28 mai 2023 à Double or Nothing, ses fils adoptifs et lui ne remportent pas les titres mondiaux Trios, battus par la House of Black (Malakai Black, Brody King et Buddy Matthews) dans un Open House Rules match.
Le 27 août à All In, ils deviennent les nouveaux champions du monde Trios en prenant leur revanche sur leurs mêmes adversaires dans la même stipulation et remportent les titres pour la première fois de leurs carrières. La semaine suivante lors du pré-show à All Out, ils conservent leurs titres en battant Jeff Jarrett, Jay Lethal et Satnam Singh dans un Trios Tag Team match. 
Le 1er octobre lors du pré-show à WrestleDream, ils conservent leurs titres en battant TMDK (Shane Haste, Mikey Nicholls et Bad Dude Tito).
Le 20 janvier 2024 à Collision, ils s'allient officiellement avec Bullet Club Gold (Jay White et les Gunns) et forment un groupe appelé Bang Bang Scissor Gang. Le 3 mars à Revolution, le nouveau groupe bat Jeff Jarrett, Jay Lethal, Satnam Singh, Willie Mack et Private Party (Isiah Kassidy et Marq Quen) dans un 12-Man Tag Team match. Dix soirs plus tard à Dynamite: Big Business, après sa victoire sur Darby Allin, Jay White et les Gunns effectuent un Heel Turn, car ils attaquent et blessent ce dernier à la cheville jusqu'à leur arrivée, ce qui met fin au groupe.
Le 21 avril à Dynasty, ils ne remportent pas les titres mondiaux par équipes de 3 de la ROH et ne conservent pas leurs ceintures, battus par Bullet Club Gold dans un Trios Tag Team Winner Takes All match, ce qui met fin à un règne de 238 jours. Le 26 mai lors du pré-show à Double or Nothing, ils battent Gates of Agony (Brian Cage, Bishop Kaun et Toa Liona) dans un Trios match.

## Palmarès
- All Elite Wrestling
  - 1 fois AEW World Trios Championship avec The Acclaimed (Anthony Bowens et Max Caster)
- Independent Wrestling Federation
  - 2 fois IWF Tag Team Champion avec Brett Colt[49]

- KYDA Pro Wrestling
  - 1 fois KYDA Pro Heavyweight Champion[50]

- Maryland Championship Wrestling
  - 1 fois MCW Rage Television Championship
  - 1 fois MCW Tag Team Champion avec B.G. James[51],[52]

- Pro Wrestling Illustrated
  - Classé 43e des 500 meilleurs catcheurs en 2002[53]
  - Équipe de l'année en 1998 avec Road Dogg[54]
  - Équipe de l'année en 2002 avec Chuck Palumbo[54]
  - Classé numéro 43 des meilleures équipes dans le PWI Years avec The Road Dogg en 2003[55]

- World Pro Wrestling
  - 1 fois WPW Heavyweight Champion[1]

- World Wrestling Entertainment
  - 2 fois WWE Hardcore Champion[56]
  - 1 fois WWE Intercontinental Champion[57]
  - 1 fois WWE Tag Team Champion avec The Road Dogg
  - 10 fois WWE World Tag Team Champion avec Bart Gunn (3), The Road Dogg (5), et Chuck (2)[58],[59]
  - Vainqueur du King of the Ring 1999[8]

- Wrestling Observer Newsletter
  - Worst Worked Match of the Year en 2006, TNA Reverse Battle Royal à TNA Impact![60]

## Vie privée
Sopp s'est marié avec Tina le 3 mars 1990. Ensemble, ils ont deux fils : Colten, qui est né le 18 mai 1991, et Austin, qui est né le 26 août 1994. Ils se séparent en janvier 2000 et leur divorce fut effectif le 15 février 2001.